# II Circoscrizione (Trieste)
L'Altipiano Est, ufficialmente II Circoscrizione, è una delle sette circoscrizioni del comune di Trieste. Si estende al confine con la Slovenia, nel Carso.
Comprende i borghi storici di Villa Opicina (Opčine), Banne (Bani), Trebiciano (Trebče), Padriciano (Padriče), Gropada e Basovizza (Bazovica).
È la circoscrizione più estesa di Trieste.

## Consiglio circoscrizionale
Il consiglio circoscrizionale si riunisce a Opicina, in via Doberdò 20/3; è composto da 10 membri e si rinnova ogni 5 anni, parallelamente alle elezioni comunali.
| Consiglio circoscrizionale |
| --- |
| Adesso Trieste 1 Partito Democratico 3 Lista civica di centro-sinistra 2 Lista civica di centro-destra 1 Lega per Salvini Premier 1 Fratelli d'Italia 2 |